# Andiolava
Andiolava est une ville et une commune rurale (Kaominina) située dans la région d'Ihorombe (province de Fianarantsoa), dans le sud de Madagascar.

## Population et société

### Démographie
La population est estimée à environ 6 000.

## Économie
Les ressources agricoles sont les rizières, la culture de manioc et d'arachides.